# Verband Deutscher Mineralbrunnen
Der Verband Deutscher Mineralbrunnen (VDM) ist eine Interessenvertretung in Deutschland. Der Sitz des eingetragenen Vereins ist in Bonn.

## Organisation und Ziele
Der VDM setzt sich für die wirtschaftlichen und politischen Interessen von etwa 150 Brunnenbetrieben ein, die Mineralwasser abfüllen und Erfrischungsgetränke auf der Basis von Mineralwasser herstellen. Wichtigstes Ziel der Organisation ist die Schaffung und der Erhalt einheitlicher Standards für die Qualität von Mineralwasser. Der Organisationsgrad der Branche liegt nach Verbandsangaben bei nahezu 100 Prozent. Seit den 1970er Jahren ist die Arbeit des VDM von einer stark zunehmenden Nachfrage nach Mineralwasser geprägt. In den 1990er Jahren gab es mit der Erweiterung des Mehrwegsystems der Mineralbrunnen um eine 1-Liter-PET-Flasche große Umbrüche im Verpackungsmarkt. Laut seinem Selbstverständnis ist der Verband Ansprechpartner für Politik, Medien und Öffentlichkeit bei allen Angelegenheiten um Mineralwasser. Zudem unterstützt der Verband seine Mitglieder in rechtlichen, technischen und betriebswirtschaftlichen Fragen.
Zusammen mit der Genossenschaft Deutscher Brunnen e. G. (GDB) verlegt der VDM das Fachmagazin Der Mineralbrunnen. Die Auflage liegt bei 2000 Exemplaren und der Erscheinungszyklus ist viermal jährlich.

## Geschichte

### Kaiserreich und Weimarer Republik
Am 24. Oktober 1904 gründeten knapp zwei Dutzend überwiegend rheinische Mineralbrunnenbetriebe in Koblenz den ersten Deutschen Mineralbrunnen-Verband. Ziel des Zusammenschlusses war es: „Die gemeinsamen Interessen der Deutschen Mineralbrunnen-Industrie Behörden, Verbänden und der Öffentlichkeit gegenüber in Wort und Schrift zu wahren“. Die bestimmenden Themen in den ersten Jahren waren die Herbeiführung einer verbindlichen und allgemein anerkannten Vereinbarung über die Deklaration der Mineral- und Heilwässer sowie die Schaffung besserer Wettbewerbsbedingungen. Insofern befasste sich der Verband nicht nur mit berufsständischen Aufgaben und der fachlichen Beratung seiner Mitglieder, sondern verhandelte auch mit Lieferanten und Dienstleistern über Bezugspreise. So verhandelte er beispielsweise mit dem Flaschensyndikat, einem vorgelagerten Kartell, über eine Senkung der Flaschenpreise und mit den Bahnverwaltungen über Frachttarife. Der Verband verhandelte intern über die Vereinheitlichung der Verkaufsbedingungen (= Konditionenkartell). Unter anderem wurde schon damals über die Einführung eines einheitlichen, verbindlichen Pfands auf Getränkebehälter debattiert.

### Drittes Reich: Aufgehen im Zwangsverband Mineralbrunnen
Nach der Machtergreifung Hitlers fiel der Reichsverband Deutscher Mineralbrunnen (RDM) wie alle anderen privaten Unternehmensverbände der nationalsozialistischen Gleichschaltungspolitik zum Opfer. An ihre Stelle trat je ein staatlich genehmigter Einheitsverband pro Wirtschaftssektor, Branche und Unterbranche. Für den Bereich Mineralbrunnen war dies die Fachuntergruppe Mineralbrunnen in der Fachgruppe Mineralwasser der Wirtschaftsgruppe Lebensmittel der Reichsgruppe Industrie. Durch Zwangsmitgliedschaft erhöhten sich die Mitgliederzahlen beträchtlich von 57 (im RDM 1932) auf 272 (in der Fachuntergruppe Mineralbrunnen 1934). Viele Verbandsmitglieder begrüßten die Maßnahmen für mehr Wirtschaftlichkeit in der Gesamtbranche, da nun gegen Missstände und unlautere Konkurrenz im Sinne von Nachlässigkeiten bei der Pfanderhebung, der Leergutrückholung und der unberechtigten Nutzung von Fremdflaschen vorgegangen wurde.

### Neugründung nach dem Zweiten Weltkrieg
Die entscheidende Initiative zur Gründung eines  Westdeutschland umfassenden Mineralbrunnenverbandes ging von den Brunnenbetrieben der britischen Besatzungszone aus, die am 4. Juli 1947 den Fachverband der Mineralbrunnen der britischen Zone gründeten. Am 11. August 1948, ging aus der Arbeitsgemeinschaft Mineralbrunnen der britischen und amerikanischen Besatzungszone der Verband Deutscher Mineralbrunnen hervor. Zählte der VDM ein Jahr nach seiner Neugründung noch 157 Mitglieder, waren es 1955 bereits 172. Derzeit gehören dem VDM rund 150 Mitglieder an, die ca. 500 Mineralwässer und über 20 Heilwässer anbieten.
Die Mineralbrunnenbranche füllte im Jahre 2022 mit ihren Mitgliedsunternehmen über 13,2 Milliarden Liter Getränke ab, davon entfielen knapp 10,1 Milliarden Liter auf Mineral- und Heilwasser. Der erzielte Umsatz betrug 3,78 Milliarden Euro.

## Geschäftsführer, Vorstand und Gremien
Seit August 2021 ist Jürgen Reichle Geschäftsführer des VDM. Dem Vorstand gehören aktuell neun Mitglieder an: Roel Annega, Vorsitzender (Gerolsteiner Brunnen GmbH & Co. KG),  Dirk Hinkel (Hassia Mineralquellen GmbH & Co. KG), Stefan Hoechter (Adelholzener Alpenquellen GmbH), Frank Höhler (FRANKEN BRUNNEN GmbH & Co. KG), Nadja Ohlendorf (aquaRömer GmbH & Co. KG), Henning Rodekohr (Vilsa-Brunnen Otto Rodekohr GmbH), Christian Schindel (MineralBrunnen RhönSprudel Egon Schindel GmbH), Lilo Sillner (Labertaler Heil- und Mineralquellen Getränke Hausler GmbH), Jens Weydringer (Bad Harzburger Mineralbrunnen GmbH). Wichtige Themen werden in den vier Ausschüssen des Verbandes (Marketing, Betriebswirtschaft, Technik und Heilwasser) diskutiert. Darüber hinaus ist der Verband in sieben Brunnengebiete unterteilt: Bayern, Hessen, Nord, Nordrhein-Westfalen, Ost, Rhein-Eifel und Südwest.